# Maximales Tensorprodukt
Im mathematischen Teilgebiet der Funktionalanalysis ist das maximale Tensorprodukt von C*-Algebren eine Konstruktion, mit der man aus zwei C*-Algebren {\displaystyle A} und {\displaystyle B} eine neue mit {\displaystyle A\otimes _{\mathrm {max} }B} bezeichnete C*-Algebra erhält. Es handelt sich dabei um die Vervollständigung des mit einer geeigneten Norm versehenen algebraischen Tensorproduktes aus {\displaystyle A} und {\displaystyle B}. Die unten vorgestellte Konstruktion geht auf A. Guichardet zurück.

## Konstruktion
Es seien {\displaystyle A} und {\displaystyle B} zwei C*-Algebren. Eine C*-Halborm auf dem algebraischen Tensorprodukt {\displaystyle A\odot B} ist eine Halbnorm {\displaystyle \alpha }, so dass
- {\displaystyle \alpha (st)\leq \alpha (s)\alpha (t)} für alle {\displaystyle s,t\in A\odot B}
- {\displaystyle \alpha (s^{*}s)\,=\,\alpha (s)^{2}} für alle {\displaystyle s\in A\odot B}

Man kann zeigen, dass {\displaystyle \alpha (a\otimes b)\leq \|a\|\|b\|} für alle {\displaystyle a\in A} und {\displaystyle b\in B}. Für ein Element {\displaystyle s=\sum _{i=1}^{n}a_{i}\otimes b_{i}\in A\odot B} folgt daher {\displaystyle \alpha (s)\leq \sum _{i=1}^{n}\|a_{i}\|\|b_{i}\|} für jede C*-Halbnorm.
Deshalb ist {\displaystyle \mu (s):=\sup _{\alpha }\alpha (s)}, wobei {\displaystyle \alpha } alle C*-Halbnormen durchläuft, endlich, und man bestätigt leicht, dass {\displaystyle \mu } eine C*-Halbnorm ist, und nach Konstruktion die größte auf {\displaystyle A\odot B}. Es handelt sich sogar um eine Norm, denn unter den C*-Halbnormen befindet sich die räumliche C*-Norm.
Die Vervollständigung von {\displaystyle A\odot B} bezüglich dieser maximalen C*-Norm heißt das maximale Tensorprodukt aus {\displaystyle A} und {\displaystyle B} und wird mit {\displaystyle A\otimes _{\mu }B} bezeichnet,
andere Autoren schreiben dafür {\displaystyle A\otimes _{\mathrm {max} }B} .

## Eigenschaften
Das maximale Tensorprodukt hat folgende nützliche Eigenschaft:
Es seien {\displaystyle A}, {\displaystyle B} und {\displaystyle C} C*-Algebren und {\displaystyle \varphi :A\rightarrow C} sowie {\displaystyle \psi :B\rightarrow C} zwei *-Homomorphismen mit vertauschenden Bildern, das heißt {\displaystyle \varphi (a)\psi (b)=\psi (b)\varphi (a)} für alle {\displaystyle a\in A} und {\displaystyle b\in B}. Dann gibt es genau einen *-Homomorphismus {\displaystyle \pi :A\otimes _{\mathrm {max} }B\rightarrow C} mit {\displaystyle \pi (a\otimes b)=\varphi (a)\psi (b)} für alle {\displaystyle a\in A} und {\displaystyle b\in B}.
Sind {\displaystyle A} und {\displaystyle B} C*-Algebren, so heißt ein Paar {\displaystyle (\varphi ,\psi )} ein vertauschendes Paar von Darstellungen von {\displaystyle (A,B)}, falls {\displaystyle \varphi :A\rightarrow L(H)} und {\displaystyle \psi :B\rightarrow L(H)} Hilbertraum-Darstellungen auf demselben Hilbertraum {\displaystyle H} sind und {\displaystyle \varphi (a)\psi (b)=\psi (b)\varphi (a)} für alle {\displaystyle a\in A} und {\displaystyle b\in B} gilt. Mit dieser Begriffsbildung kann man folgende Formel für die maximale C*-Norm aufstellen:
Für zwei C*-Algebren {\displaystyle A} und {\displaystyle B} und {\displaystyle s=\sum _{j=1}^{n}a_{j}\otimes b_{j}} aus dem algebraischen Tensorprodukt {\displaystyle A\odot B} gilt
{\displaystyle \mu (s)=\sup\{\|\sum _{j=1}^{n}\varphi (a_{j})\psi (b_{j})\|;\,(\varphi ,\psi ){\mbox{ vertauschendes Paar von Darstellungen von }}(A,B)\}.}